# Troisième front ukrainien
Le troisième front ukrainien (ou 3e front d’Ukraine) est une unité militaire soviétique qui opéra lors de la guerre germano-soviétique.

## Historique opérationnel
À la suite de l'ordre de la Stavka du 16 octobre 1943, le front du Sud-Ouest est renommé 3e front d'Ukraine le 20 octobre 1943.
Sous le commandement du général Malinovski, il participe à la reconquête de l'Ukraine : bataille du Dniepr à l'automne 1943, puis opération Dniepr-Carpates durant l'hiver 1943-1944. Il combat ensuite en Roumanie (août 1944), en Bulgarie (septembre 1944), en Yougoslavie (du 28 septembre au 20 octobre 1944), en Hongrie (notamment lors du siège de Budapest et la bataille du lac Balaton) et pour finir prend Vienne en Autriche.

## Composition
Le front se compose initialement comme suit :
- 1re armée de la garde ;
- 8e armée de la garde ;
- 6e armée ;
- 12e armée ;
- 46e armée.

il est soutenu par la 17e armée aérienne.
Il sera par la suite renforcé par les unités suivantes :
- 9e armée de la Garde ;
- 6e armée blindée de la Garde ;
- 5e armée de choc ;
- 4e armée ;
- 9e armée ;
- 26e armée ;
- 27e armée ;
- 28e armée ;
- 37e armée ;
- 57e armée ;
- 1re armée bulgare ;
- 2e armée bulgare ;
- 4e armée bulgare ;
- et le flottille du Danube.

## Commandants
- Rodion Malinovski (20 octobre, 1943 - 15 mai 1944)
- Fiodor Tolboukhine (15 mai 1944 - 15 juin, 1945)